# Трі-Лейкс (Вашингтон)
Трі-Лейкс (англ. Three Lakes) — переписна місцевість (CDP) в США, в окрузі Сногоміш штату Вашингтон. Населення — 3941 особа (2020).

## Географія
Трі-Лейкс розташоване за координатами 47°56′20″ пн. ш. 121°59′35″ зх. д. / 47.93889° пн. ш. 121.99306° зх. д. (47.938953, -121.993166).  За даними Бюро перепису населення США в 2010 році переписна місцевість мала площу 31,25 км², з яких 30,22 км² — суходіл та 1,03 км² — водойми.

## Демографія
Згідно з переписом 2010 року, у переписній місцевості мешкали 3184 особи в 1171 домогосподарстві у складі 912 родин. Густота населення становила 102 особи/км².  Було 1271 помешкання (41/км²).
Расовий склад населення:
| - 94,0 % — білих - 1,2 % — азіатів - 0,4 % — корінних американців - 0,3 % — чорних або афроамериканців - 0,1 % — вихідців з тихоокеанських островів - 1,0 % — осіб інших рас |

До двох чи більше рас належало 3,0 %. Частка іспаномовних становила 2,7 % від усіх жителів.
За віковим діапазоном населення розподілялося таким чином: 23,1 % — особи молодші 18 років, 67,6 % — особи у віці 18—64 років, 9,3 % — особи у віці 65 років та старші. Медіана віку мешканця становила 43,0 року. На 100 осіб жіночої статі у переписній місцевості припадало 108,0 чоловіків;  на 100 жінок у віці від 18 років та старших — 105,6 чоловіків також старших 18 років.
Середній дохід на одне домашнє господарство  становив 113 260 доларів США (медіана — 91 750), а середній дохід на одну сім'ю — 125 454 долари (медіана — 102 250). Медіана доходів становила 92 279 доларів для чоловіків та 54 844 долари для жінок. За межею бідності перебувало 4,3 % осіб, у тому числі 0,0 % дітей у віці до 18 років та 5,7 % осіб у віці 65 років та старших.
Цивільне працевлаштоване населення становило 1591 осіб. Основні галузі зайнятості: освіта, охорона здоров'я та соціальна допомога — 19,9 %, виробництво — 17,9 %, будівництво — 13,8 %.